# Parantica citrina
Parantica citrina är en fjärilsart som beskrevs av Felder 1865. Parantica citrina ingår i släktet Parantica och familjen praktfjärilar. Inga underarter finns listade i Catalogue of Life.